# Nax
Nax is een plaats en voormalige gemeente in het Zwitserse kanton Wallis, en maakt sinds 1 januari 2011 deel uit van de gemeente Mont-Noble in het district Hérens.
- Historisch woordenboek van Zwitserland: 002707
- Virtual International Authority File: 246972641